# Асадчев, Валерий Михайлович
Вале́рий Миха́йлович Аса́дчев (укр. Валерій Михайлович Асадчев; р. 14 июля 1953 года, г. Киев) — украинский политический и государственный деятель, народный депутат Верховной рады Украины III—IV созывов (1998—2006), председатель Полтавской областной государственной администрации (2006—2010).

## Биография
Родился в Киеве 14 июля 1953 года.
В 1977 году окончил Киевский политехнический институт (инженер-технолог) и Киевскую консерваторию им. Н. Чайковского (хоровой дирижёр). В 1997-м — юридический факультет Национального университета им. Т. Шевченко. Кандидат экономических наук (2003).
- 1977—1991 — Инженер-технолог опытного завода Института электросварки им. Е. Патона.
- 1991—1995 — Депутат Московского райсовета в Киеве, заместитель председателя райсовета.
- 1995—1998 — Глава госадминистрации Московского района Киева.

С 1998 года — член Народного Руха Украины. С 1999-го — член центрального провода Украинской Народной Партии (до 2003-го называлась Украинским Народным Движением).
В 1998—2002 — Народный депутат Украины 3-го созыва от Народного Руха Украины.
Председатель подкомитета по вопросам бюджет АР Крым, органов местного самоуправления и формирования местных бюджетов Комитета Верховной Рады по вопросам бюджета. С 1998 года — преподаватель курса «Бюджетная система Украины» в Киевском славистическом университете.
- В 2002—2006 — Народный депутат Украины 4-го созыва, избранный по избирательному округу № 220 г. Киев. Входит в блока Виктора Ющенко «Наша Украина». Заместитель председателя Комитета по вопросам бюджета.

Президент Виктор Ющенко 26 мая 2006 года назначил Асадчева председателем Полтавской областной государственной администрации. На то время он был членом Украинской народной партии.
Жена Валентина Михайловна, инженер. Дочь Татьяна.